# STIB
STIB (Bruxelles Interkommunale Transport Selskab) (fransk: Société des Transports Intercommunaux de Bruxelles, eller STIB; nederlandsk: Maatschappij voor het Intercommunaal Vervoer te Brussel eller MIVB) er det lokale offentlige transportselskab i Bruxelles, Belgien. Det refereres som regel til som dobbeltforkortelsen STIB-MIVB, eller dets franske forkortelse, STIB.
Selskabet er ansvarlig for Bruxelles metro, Bruxelles sporvogne og Bruxelles busser, forbindelse til De Lijn netværket i Flandern og TEC netværket i Vallonien.

## Historie og virksomhed
Selskabet er grundlagt i 1954, STIB har 6 metrolinier (39 km), 15 sporvognslinier (128,3 km) og 51 busruter (348,8 km). Det dækker de 19 kommuner i Bruxelles hovedstadsregion enkelte ruter strækker sig til naboregionerne. 329 millioner rejser blev foretaget i 2011, en stigning på 5,6% i forhold til året før. Selskabet regnede i 2012 med 400 millioner passagerer i 2016.
22. marts 2016 blev metroen udsat for et bombeangreb.

## References
1. ↑  "329 millions de voyages pour la Stib en 2011: +5,6 %". La Capitale.be. Hentet 8. februar 2012.
2. ↑  "La Stib en route vers 400 millions de voyages". L'Echo. 23. januar 2012. Hentet 8. februar 2012.